# Goranca
Goranca (albanska: Goranca, (serbiska: Gorance,) är en by i Kosovo. Den ligger i kommunen Hani i Elezit. Enligt den senaste folkräkningen år 2011 fanns det 1 028 invånare.

## Demografi
| Demografi | 2011 |
| --------- | ---- |
| albaner   | 1028 |